# FC Utrecht

FC Utrecht er en hollandsk fodboldklub der spiller i den hollandske Æresdivision. Klubben har hjemsted i byen Utrecht. 

## Danske spillere
Jørgen Henriksen (1970-1976)
John Steen Olsen (1975-1976)
Morten Skoubo (2008-2011)
Michael Silberbauer (2008-2011)
David Jensen (2016-2020)
Victor Jensen (2023-)
Oscar Fraulo (2023-)
Niklas Vesterlund (2024-)